# Kim Min-ju
Kim Min-ju (Seul, 5 febbraio 2001) è un'attrice e cantante sudcoreana.
È nota per essere stata un membro delle Iz*One, gruppo femminile nato dal talent show Produce 48.

## Biografia
Nel 2018, ha partecipato al talent show sudcoreano Produce 48, rappresentando la Urban Works Media. Si è classificata undicesima entrando a far parte del gruppo delle Iz*One, nel quale è rimasta fino al suo scioglimento il 29 aprile 2021.
Nel 2021, è tornata sotto contratto con la Urban Works lanciando una carriera da attrice. Il 7 settembre 2021, ha lasciato la Urban Works e ha firmato un contratto con la Management SOOP. Nel 2022 ha recitato nella serie televisiva Geumhollyeong, Joseon hon-in geumjiryeong, per la quale ha ricevuto il premio di Miglior attrice rivelazione agli MBC Drama Award.

## Filmografia

### Cinema
- Ije ir-eun modu gwaenchanh-a (어제 일은 모두 괜찮아?), regia di Lee Seong-han (2019)
- Cheongseol (청설?), regia di Cho Sun-ho (2024)

### Televisione
- Bulmyeong-ui yeosin (불멸의 여신?) – miniserie TV, episodio 2 (2016) – cameo
- Produce 48 (프로듀스 48?) – programma TV, 12 puntate (2018)
- Widaehan yuhokja (위대한 유혹자?) – serie TV (2018)
- A-Teen 2 (에이틴2?) – serie TV, episodio 11 (2019) – cameo
- Show! Eum-ak jungsim (쇼! 음악중심?) – programma TV (2020-2023) – conduttrice
- Guhaejwo! Sukso (구해줘! 숙소?) – programma TV (2021)
- Get It Beauty (겟잇뷰티?) – programma TV (2021)
- Geumhollyeong, Joseon hon-in geumjiryeong (금혼령, 조선 혼인 금지령?) – serie TV (2022-2023)
- Connection (커넥션?) – serie TV (2024)

## Riconoscimenti
- MBC Drama Award
  - 2022 – Miglior attrice rivelazione per Geumhollyeong, Joseon hon-in geumjiryeong[10]
- SBS Drama Award
  - 2024 – Miglior attrice rivelazione per Connection[11]